# Guillaume Rebinguet-Sudre
 (novembre 2022).
Guillaume Rebinguet-Sudre est un musicien français, violoniste, claveciniste, directeur d’ensemble, spécialisé dans la musique baroque. De 2013 à 2020, il dirige l'Ensemble Baroque Atlantique dont il est le fondateur. En 2021, il crée l’ensemble Hexaton. Concertiste, enseignant au Conservatoire à rayonnement régional de Bordeaux - Jacques Thibaud, il est également facteur de clavecins.

## Biographie

### Violoniste
Après avoir étudié le violon, l'alto et le clavecin, Guillaume Rebinguet-Sudre s'est spécialisé dans la pratique du violon baroque et des musiques anciennes,à la recherche d’une interprétation historiquement informée. Il a bénéficié des enseignements d'Hélène Schmitt et d'Enrico Gatti. Il s’inspire également des rencontres passées avec des personnalités musicales emblématiques telles que Marie Leonhardt, Chiara Banchini, Sigiswald Kuijken, ou Enrico Onofri. Il enseigne le violon baroque et dirige l’orchestre baroqueau conservatoire de Bordeaux, au sein du département Instruments Anciens. 
Son premier enregistrement, sorti en 2012, est consacré aux sonates pour violon et basse continue du compositeur vénitien Tomaso Albinoni. Guillaume Rebinguet-Sudre y joue une copie d'un instrument du luthier vénitien du XVIIIe siècle, Domenico Montagnana réalisée par Christian Rault.
En 2022 est publié son enregistrement consacré àl’intégrale des Sonates et Partitas BWV 1001 à 1006 (Libro Primo) de Johann Sebastian Bach dans une version toute personnelle, proposant une lecture en miroir alternant le violon, le clavecin et l’orgue.Guillaume Rebinguet-Sudre joue cette fois une copie d’un violon de Jacobus Stainer, luthier autrichien du XVIIe siècle, réalisée par Christian Rault. Il joue également un clavecin construit de ses propres mains en 2015, prenant modèle sur les trois instruments attribués au facteur allemand Michael Mietke, actuellement conservés à Berlin et Hudiksvall en Suède.
Guillaume Rebinguet-Sudre se passionne également pour la facture instrumentale. Il mène depuis 2000 un travail de recherche organologique avec le luthier Christian Rault, et plus récemment avec les luthiers Tony Échavidre et Andrea Frandsen, afin de retrouver l'esthétique sonore des instruments historiques.

### Facteur de clavecin
Guillaume Rebinguet-Sudre est également facteur de clavecins, activité pour laquelle il a été initié par Philippe Humeau et Émile Jobin. Ses clavecins ont notamment été enregistrés par Jean-Luc Ho en 2015, Benoît Babel en 2021 et lui-même en 2022.

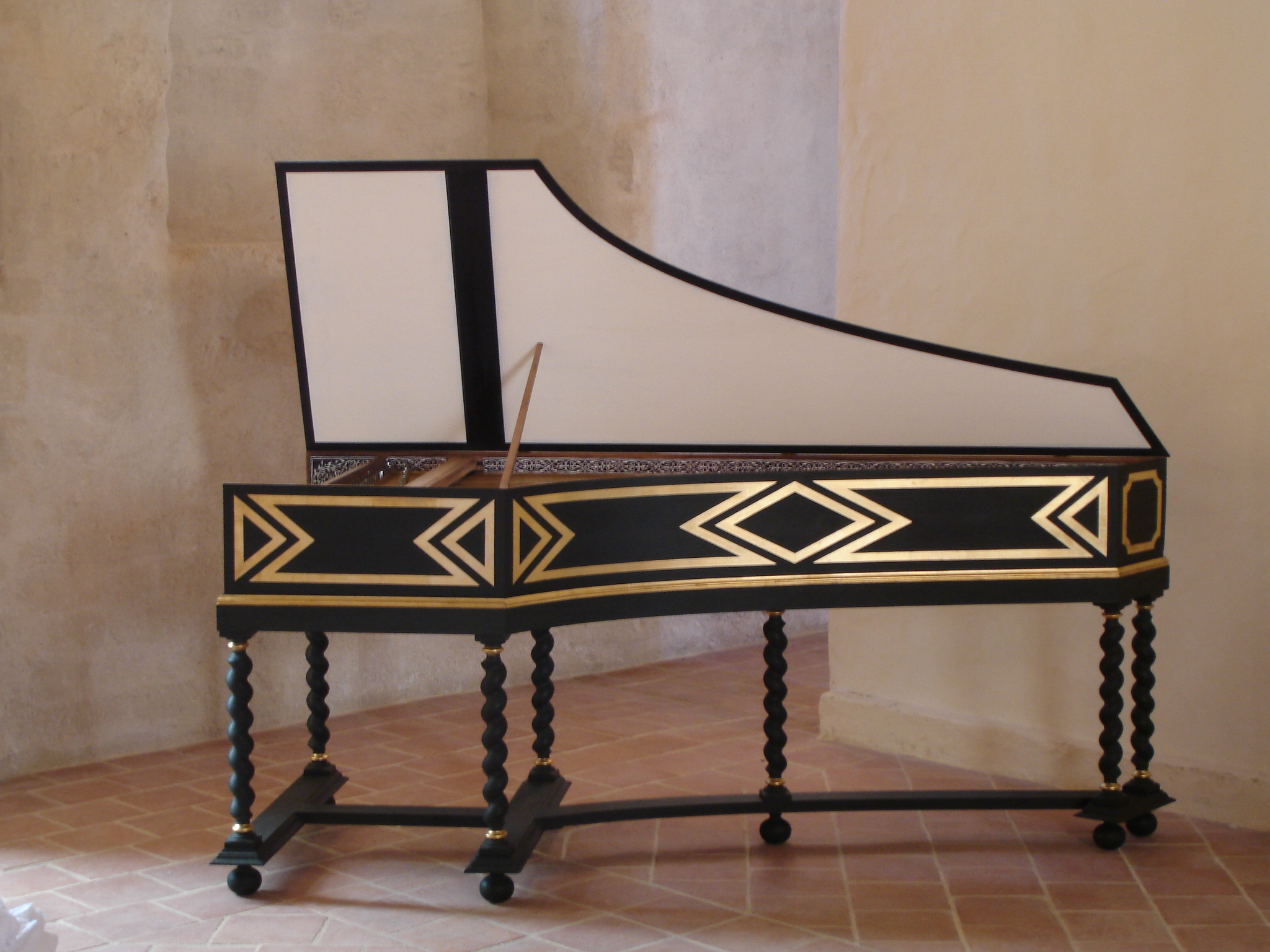
Clavecin, fait par Guillaume Rebinguet-Sudre

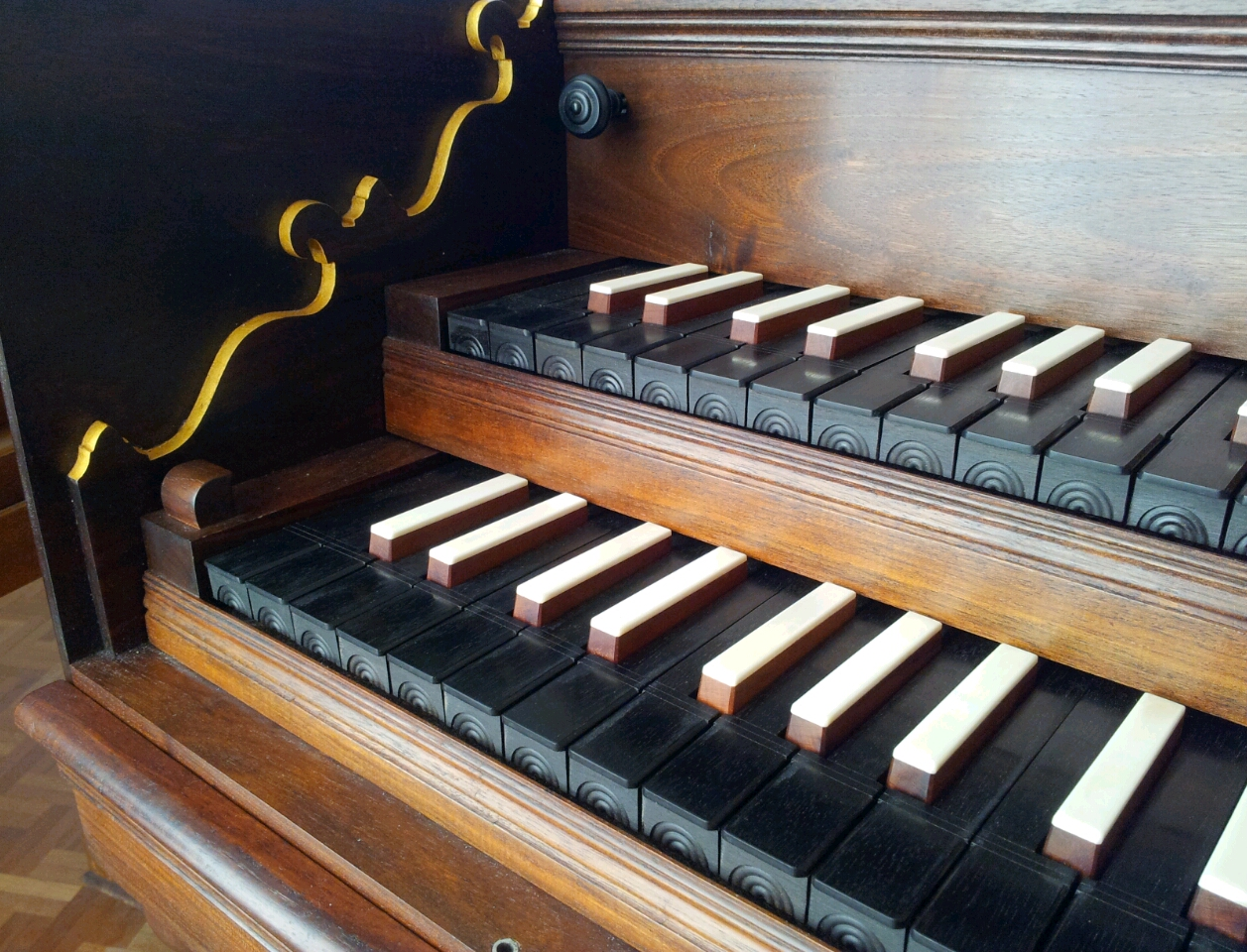
Guillaume Rebinguet-Sudre, clavecin (détail)

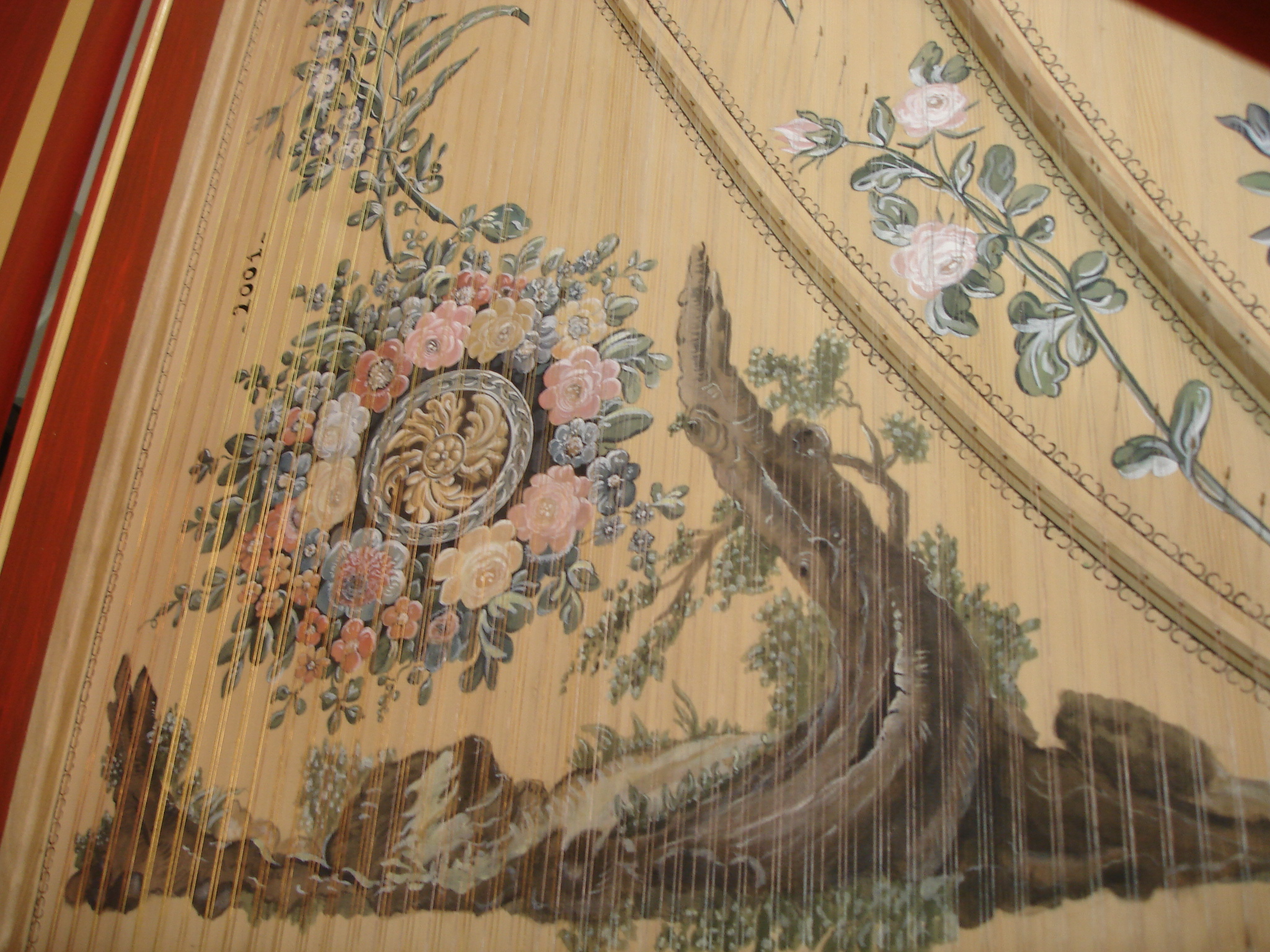
Guillaume Rebinguet-Sudre, clavecin (détail)

Il a construit son premier instrument à l’âge de 16 ans.
Guillaume Rebinguet-Sudre a notamment reconstitué des instruments rares (Clavecin de 1667 - Musée de Boston, Clavecin anonyme - Palais Lascaris à Nice) et effectué pour cela des campagnes de relevés dans divers musées.

Il affectionne particulièrement les instruments italiens, allemands et certains instruments français originaux.

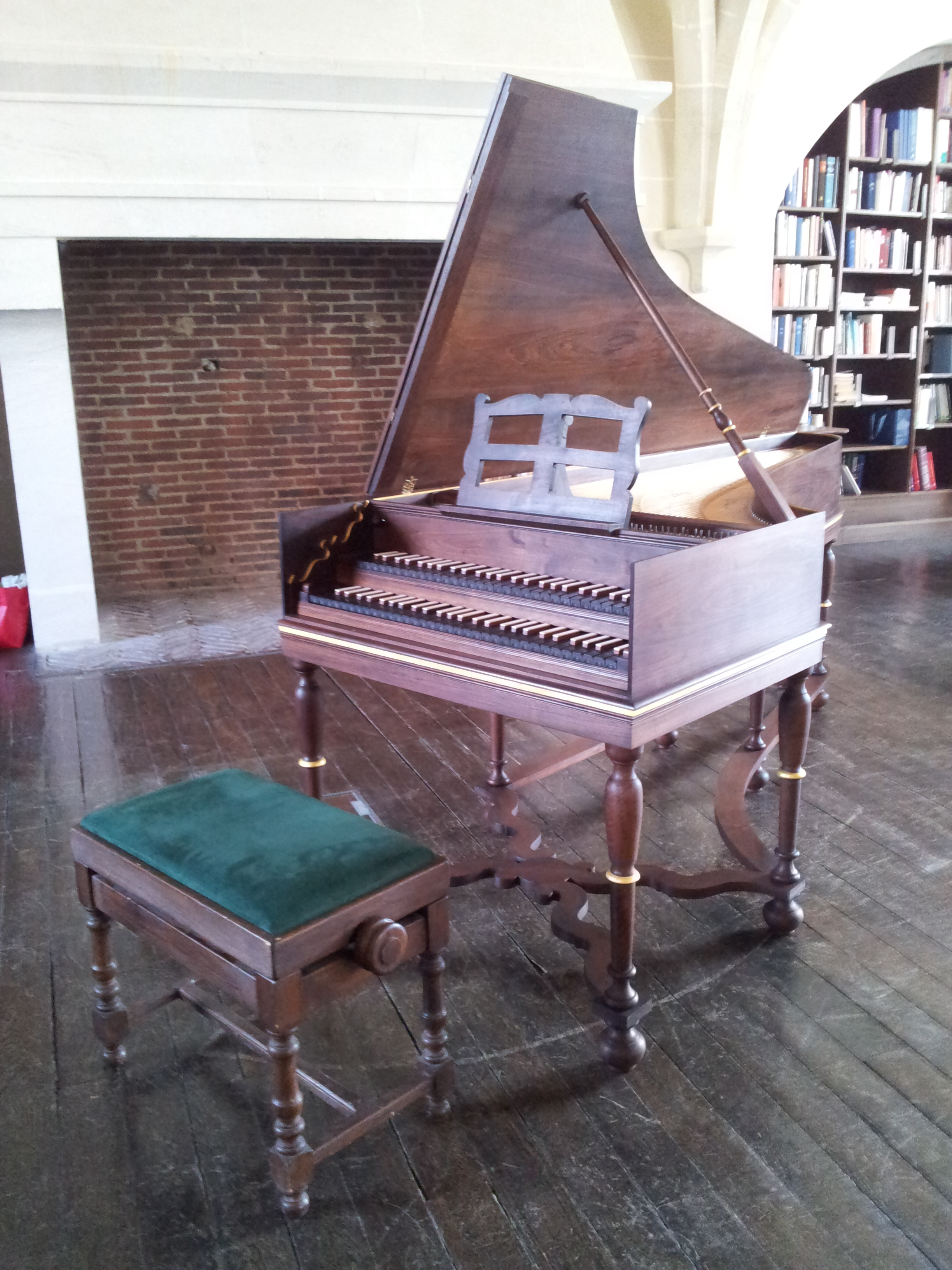
Guillaume Rebinguet-Sudre, clavecin

### Claveciniste
Elève de Martine Chappuis, inspiré par Blandine Verlet, il enregistre un de ses propres clavecins pour la première fois en 2022 dans son intégrale des Sonates et Partitas BWV 1001 à 1006 de Johann Sebastian Bach, avec les transcriptions BWV 964 et 968 issues du manuscrit P 218 de la Staatsbibliotek zu Berlin, de la main de Johann Christoph Altnickol, élève et gendre de Bach. 

### Direction d’ensemble
En 2013, Guillaume Rebinguet-Sudre fonde l'Ensemble Baroque Atlantique qu'il dirige. Il enregistre en 2014 avec cet ensemble un programme consacré au concertos pour violon et orchestre de Jean-Sébastien Bach, pour lequel il réalise la transcription inédite de la 6e sonate en trio pour orgue BWV 530 et du concerto pour 3 clavecinsBWV 10644.
En 2021, à la suite de l’Ensemble Baroque Atlantique, il crée l’ensemble Hexaton avec l’envie de diversifier, d’approfondir et d’affirmer sa démarche artistique. En 2022, il lance une nouvelle saison musicale à Bordeaux baptisée « Miroirs », permettant à des professionnels aguerris de partager leur savoir et leur expérience avec de jeunes musiciens professionnels et des artistes du territoire.

### Enseignement
Guillaume Rebinguet-Sudre aime partager le fruit de ses expériences musicales dans le cadre de diverses activités pédagogiques ou master classes.  Professeur au Conservatoire à Rayonnement Régional de Bordeaux - Jacques Thibaud depuis 2000, il enseigne le violon baroque et assure la direction de l'Orchestre Baroque, ensemble intergénérationnel fédérateur réunissant des apprentis musiciens, des amateurs passionnés et des professionnels aguerris.

## Discographie
- Tomaso Albinoni : Sonates pour violon, 2012 (L'Encelade)
- Jean-Sébastien Bach : Sinfonie & Concerti, 2014 (L'Encelade)
- Jean Sébastien Bach : Libro Primo | 1720, 2022 (L'Encelade)